# Сиражетдинов, Мужавир Уильданович
Мужави́р Уильда́нович Сиражетди́нов (баш. Мөжәүир Уйылдан улы Сиражетдинов; 9 (21) января 1882, Бахтигареево, 1-я Бурзянская волость, Верхнеуральский уезд, Оренбургская губерния — 28 июля 1967, Бахтигареево, Баймакский район, Башкирская АССР) — мусульманский религиозный деятель, получил признание как авлия.

## Биография

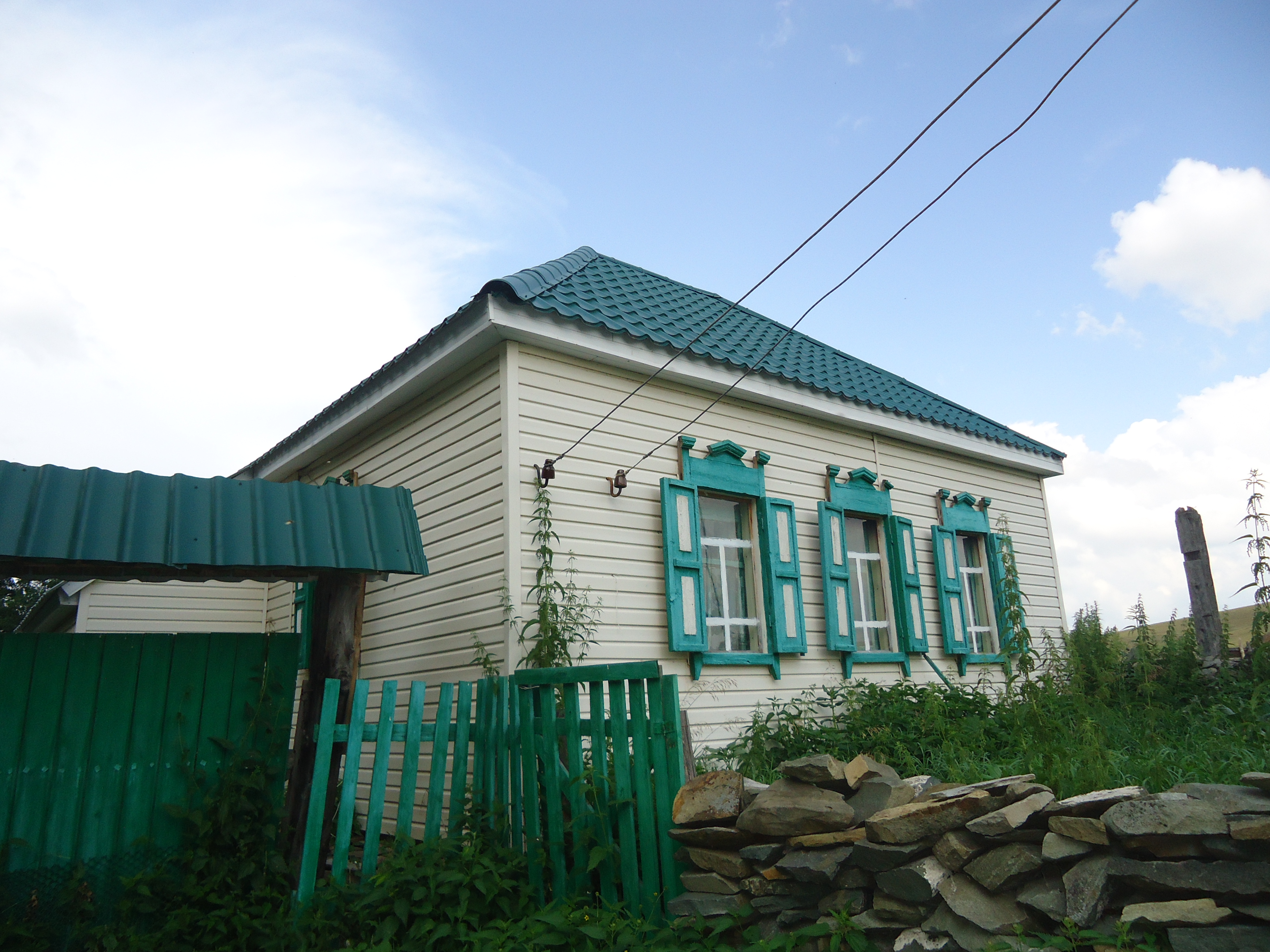
Деревня Бахтигареево. Дом Мужавир-хазрата

Родился в деревне Бахтигареево 1-й Бурзянской волости Верхнеуральского уезда Оренбургской губернии (ныне Баймакский район Башкортостана).
В 1886 году дом отца Мужавир-хазрата посетил имам Зайнулла Расулев, который посоветовал учить грамоте маленького Мужавира. Образование получил в Муллакаевском медресе.
В 1939 году Мужавир-хазрат был репрессирован. Предания связывают это с тем, что он предсказал нападение Германии на СССР. 28 июня 1939 года Мужавир-хазрат был арестован. На допросе ещё раз повторил свои предсказания, за что ему, как «врагу народа», грозила «высшая мера наказания», но на суде за хазрата заступились его односельчане. Приговором Верховного суда БАССР от 18 марта 1940 года был осуждён к 10 годам лишения свободы по статье 58-10. После проведённых в заключении четырёх лет, осенью 1943 года администрация тюрьмы выхлопотала Мужавир-хазрату досрочное освобождение за исцеление тюремного начальства, их родственников и сторожей. Возвратился в свою деревню и более не покидал её. Реабилитирован 28 июня 1961 года. До самой своей смерти принимал всех нуждающихся в его лечении и совете людей со всей страны.

## Семья
Первая жена — Сюмбеля происходила из д. Файзуллино, умерла, не успев родить ребёнка. Вторая — Уммугульсум тоже была из этой деревни, от неё родился Габдельварис, умерла молодой. Третьей женой была Гульемеш из д. Абдрахманово, которая родила много детей.
Сыновья Габдельварис (1925—2001), Хадый (1930), Хамидун (1948), Мухаммат (1945) и дочери Сауда (1927), Шафига (1932), Мавлида (1934), Максуда (1939).